# Palanocika, Mankivka
Palanocika (în ucraineană Паланочка) este o comună în raionul Mankivka, regiunea Cerkasî, Ucraina, formată numai din satul de reședință.

## Demografie
Componența lingvistică a comunei Palanocika
     Ucraineană (98,08%)
     Alte limbi (0,96%)
Conform recensământului din 2001, majoritatea populației comunei Palanocika era vorbitoare de ucraineană (98,08%), existând în minoritate și vorbitori de alte limbi.